# 短胸小鯷
短胸小鯷（学名：Anchoa pectoralis）為輻鰭魚綱鲱形目鳀科的其中一種，分布於西南大西洋區的巴西海域，棲息深度1-22公尺，本魚體延長，吻短，胸鰭大，超過腹鰭基部，體側具一條銀色條紋，寬度小於眼徑，臀鰭軟條22-25條，體長可達6.8公分，喜群游，棲息在沿海，以浮游生物為食。

## 擴展閱讀
維基物種上的相關：短胸小鯷